# Moor Mother
Moor Mother, pseudonimo di Camae Ayewa (Aberdeen, 19 novembre 1981), è una poetessa, musicista e attivista statunitense.
Lo stile afrofuturista di Moor Mother fonde spoken word, poesia, jazz e rap e viene da lei usato come mezzo per diffondere consapevolezza su tematiche sociopolitiche e di identità. Si ispira a Patti LaBelle, Public Enemy, Beastie Boys, Malcolm X e Maya Angelou.
Moor Mother è anche attiva nei collettivi Irreversible Entanglements, Black Quantum Futurism e 700 Bliss.

## Biografia
Nata ad Aberdeen, nel Maryland, nel 1981, Ayewa trascorse la gioventù in un quartiere di case popolari. Si trasferì poi a Filadelfia per studiare arte.
Nel 2015, prima di avviare la carriera solista, Ayewa fondò il gruppo di jazz sperimentale Irreversible Entanglements, che debutterà due anni dopo con l'album omonimo.
Adottando il nome d'arte Moor Mother, Ayewa pubblicò il suo album d'esordio Fetish Bones nel 2016, edito dalla Don Giovanni. L'album catturò l'attenzione di riviste come Pitchfork, Rolling Stone e The Wire. Il secondo album The Motionless Present, pubblicato l'anno dopo dalla Vinyl Factory, venne registrato con numerosi artisti ospiti (Geng, DJ Haram, Mental Jewelry e Rasheedah Phillips). Sempre nel 2017 venne edito dalla Don Giovanni l'EP Crime Waves, che vede l'artista collaborare assieme a Mental Jewelry.
Moor Mother fu tra i curatori ospiti dell'edizione del 2018 del festival Le Guess Who?
Nel 2019 vinse l'American Book Award nella categoria "letteratura orale".
Nel 2020, anno particolarmente prolifico per l'artista, uscirono True Opera, un'altra collaborazione con Mental Jewelry, Circuit City, di cui verrà realizzata una trasposizione teatrale, Brass, registrato assieme a Billy Woods e altri artisti, Offering, un album dal vivo al quale partecipò Nicole Mitchell e altro materiale solista. Nello stesso anno pubblicò, con gli Irreversible Entanglements, Who Sent You?, che ricevette le lodi delle critica.
Nel 2021 Moor Mother entrò a far parte dell'etichetta ANTI-.
Il suo ultimo album The Great Bailout è un concept sul colonialismo britannico e le sue conseguenze.

## Discografia parziale

### Da solista

#### Album in studio
- 2016 – Fetish Bones
- 2017 – The Motionless Present
- 2019 – Analog Fluids of Sonic Black Holes
- 2020 – True Opera (2020) (con Mental Jewelry, come Moor Jewelry)
- 2020 – Circuit City
- 2020 – Brass (con Billy Woods)
- 2021 – Black Encyclopedia of the Air
- 2021 – Jazz Codes
- 2024 – The Great Bailout

#### EP
- 2017 – Crime Waves (con Mental Jewelry)

#### Album dal vivo
- 2020 – Offering: Live at Le Guess Who (con Nicole Mitchell)